# Wohnungseigentumsverwaltung
Die Wohnungseigentumsverwaltung (auch: WEG-Verwaltung) ist im deutschen Wohnungseigentumsrecht die Funktion der Verwaltung des Gemeinschaftseigentums.

## Allgemeines
Das deutsche Wohnungseigentumsgesetz (WEG), die Rechtsprechung und die Fachliteratur sprechen vom Verwalter, wenn die Funktion gemeint ist, und von der Verwaltung, wenn es um die Aufgabe bzw. die Tätigkeit des Verwalters geht. Verwaltung ist im weitesten Sinn das organisierte, planvolle und nach bestimmten Normen ablaufende Handeln, das unter Berücksichtigung ökonomischer Regeln für die Umsetzung des Willens der Wohnungseigentümer sorgt. Dabei wird zwischen der kaufmännischen, technischen und allgemeinen Verwaltung unterscheiden. Die grundlegenden Aufgaben und Pflichten einer Wohneigentumsverwaltung sind im Wohneigentumsgesetz festgeschrieben.

## Rechtsgrundlagen

### Bestellung und Abberufung des Verwalters
In § 18 Abs. 1 WEG ist vorgesehen, dass die Verwaltung des Gemeinschaftseigentums den Wohnungseigentümern gemeinschaftlich zusteht.
Nehmen die Wohnungseigentümer die Verwaltung nicht selbst wahr, können sie einen außenstehenden Verwalter bestellen, mit dem sie einen Verwaltervertrag abschließen, in welchem das Rechtsverhältnis zwischen beiden Vertragsparteien im Innenverhältnis geregelt wird. Der einzelne Wohnungseigentümer ist nicht Vertragspartei.
§ 26 WEG regelt die Bestellung und Abberufung des Verwalters. Die Bestellung und Abberufung erfolgt durch die Wohnungseigentümer. Die Bestellung kann auf höchstens fünf Jahre vorgenommen werden, im Fall der ersten Bestellung nach der Begründung von Wohnungseigentum aber auf höchstens drei Jahre.
Der Verwalter kann jederzeit abberufen werden. Ein Vertrag mit dem Verwalter endet spätestens sechs Monate nach dessen Abberufung.
Mit der WEG-Reform 2020 wurde die Abberufung wesentlich vereinfacht. Bisher war sie nur bei Vorliegen eines wichtigen Grundes außerordentlich möglich.

### Vertreter der Eigentümergemeinschaft
Der nach der WEG-Reform 2020 (Wohnungseigentumsmodernisierungsgesetz) neu eingefügte § 9b erklärt den Verwalter zum Vertreter der Eigentümergemeinschaft.
Die Gemeinschaft der Wohnungseigentümer wird durch den Verwalter gerichtlich und außergerichtlich vertreten, beim Abschluss eines Grundstückskauf- oder Darlehensvertrags aber nur aufgrund eines Beschlusses der Wohnungseigentümer. Eine Beschränkung des Umfangs der Vertretungsmacht ist Dritten gegenüber unwirksam.
Ist kein Verwalter bestellt, so steht die Verwaltung des gemeinschaftlichen Eigentums den Wohnungseigentümern gemeinschaftlich zu, ebenso die Vertretung der Gemeinschaft.

### Ordnungsmäßige Verwaltung
§ 19 Abs. 2 WEG führt den Rechtsbegriff der „ordnungsmäßigen Verwaltung“ ein, die dem Interesse der Gesamtheit der Wohnungseigentümer entsprechen muss.
- die Aufstellung einer Hausordnung,
- die ordnungsmäßige Erhaltung des gemeinschaftlichen Eigentums,
- die angemessene Versicherung des gemeinschaftlichen Eigentums zum Neuwert sowie der Wohnungseigentümer gegen Haus- und Grundbesitzerhaftpflicht,
- die Ansammlung einer angemessenen Erhaltungsrücklage (früher: Instandhaltungsrücklage),
- die Festsetzung von Vorschüssen (Hausgeld) nach § 28 Absatz 1 WEG Satz 1 sowie
- die Bestellung eines Verwalters

Der Verwalter ist gegenüber der Gemeinschaft der Wohnungseigentümer berechtigt und verpflichtet, die Maßnahmen ordnungsmäßiger Verwaltung zu treffen, die untergeordnete Bedeutung haben und nicht zu erheblichen Verpflichtungen führen oder zur Wahrung einer Frist oder zur Abwendung eines Nachteils erforderlich sind (§ 27 Abs. 1) WEG.
Die Wohnungseigentümer können die Rechte und Pflichten durch Beschluss einschränken oder erweitern (§ 27 Abs. 2) WEG.
Da der Verwalter bei dringend notwendigen Maßnahmen auch ohne Beschluss der Wohnungseigentümer berechtigt und verpflichtet ist, die Maßnahmen ordnungsmäßiger Verwaltung zu treffen, die zur Wahrung einer Frist oder zur Abwendung eines Nachteils erforderlich sind (§ 27 WEG Abs. 1 Nr. 2), ist die Gemeinschaft in der durch die COVID-19-Pandemie ausgelösten Situation also auch dann handlungsfähig, wenn keine Eigentümerversammlung durchgeführt werden kann.

### Eigentümerversammlung
Der Verwalter ruft die Eigentümerversammlung mindestens einmal im Jahr ein. Den Vorsitz in der Wohnungseigentümerversammlung führt der Verwalter. Über die in der Versammlung gefassten Beschlüsse ist unverzüglich eine Niederschrift aufzunehmen. Er hat außerdem eine Beschluss-Sammlung zu führen § 24 WEG.

### Wirtschaftsplan, Jahresabrechnung, Vermögensbericht
Nach § 28 WEG hat der Verwalter einen Wirtschaftsplan, eine Jahresabrechnung und einen Vermögensbericht aufzustellen. Der Wirtschaftsplan verpflichtet die Wohnungseigentümer, nach Abruf durch den Verwalter entsprechende Vorauszahlungen (Hausgeld) zu leisten. Die Verpflichtung zur Vorlage eines Vermögensberichtes wurde mit der WEG-Reform 2020 hinzugefügt.
Der Verwalter ist nach § 27 Abs. 5 WEG verpflichtet, gemeinschaftliche Gelder wie die Instandhaltungsrücklage getrennt von seinem eigenen Vermögen zu halten. Damit wird verhindert, dass Gemeinschaftsvermögen im Falle von Insolvenz oder Tod des Verwalters in die Insolvenzmasse oder den Nachlass einfließt. Daher hat der Verwalter die Bankkonten als offene Fremdgeldkonten auf den Namen der Wohnungseigentümergemeinschaft zu führen, auch wenn in der Praxis Treuhandkonten noch bis zur WEG-Novelle am 1. Juli 2007 häufig vorkamen. Zudem ist es der Eigentümergemeinschaft möglich, vom bestellten WEG-Verwalter den Nachweis einer ausreichenden Vermögensschadenhaftpflichtversicherung zu verlangen.

### Verwaltungsbeirat
Wohnungseigentümer können durch Beschluss zum Mitglied des Verwaltungsbeirats bestellt werden. Hat der Verwaltungsbeirat mehrere Mitglieder, ist ein Vorsitzender und ein Stellvertreter zu bestimmen (§ 29 Abs. 1 WEG).
Der Verwaltungsbeirat unterstützt und überwacht den Verwalter bei der Durchführung seiner Aufgaben (§ 29 Abs. 2 WEG).
Der Vorsitzende des Verwaltungsbeirats oder ein durch Beschluss dazu ermächtigter Wohnungseigentümer vertritt die Gemeinschaft der Wohnungseigentümer gegenüber dem Verwalter (§ 9b Abs. 2 WEG).

### Qualifikation
Die WEG-Verwaltung war bisher rechtlich nicht an eine berufliche Qualifikation gebunden, was sowohl von den Verwalterverbänden als auch von Verbraucherschützern stark kritisiert wurde, weil es sich um eine hochkomplexe und verantwortungsvolle Tätigkeit handelt.
Im Allgemeinen muss es für kleinere Eigentümergemeinschaften nicht unbedingt sinnvoll sein, einen professionellen Verwalter zu beauftragen, wenn sich innerhalb der Wohnungseigentümergemeinschaft jemand mit den nötigen Fachkenntnissen und Absicherungen im Falle von Vermögensschäden zur Verwaltung bereit erklärt. Ein größeres Verwaltungsunternehmen kann zwar gegenüber Einzelpersonen möglicherweise eine bessere Verfügbarkeit bieten, auch Spezialisierung von Mitarbeitern auf Teilaspekte wie kaufmännische, juristische oder technische Fragen bieten, das ist jedoch oft nicht in unmittelbarer Nähe zum Objekt zu finden.
Durch das Inkrafttreten des Gesetzes zur Einführung einer Berufszulassungsregelung für gewerbliche Immobilienmakler und Wohnimmobilienverwalter wurden jedoch weitere Voraussetzungen für die Verwalter von WEGs geschaffen. Insbesondere müssen diese neben der Zulassung gemäß § 34c GewO auch regelmäßige Fortbildungen in einem Umfang von 20 Stunden in einem Zeitraum von drei Jahren nachweisen. Zudem ist über den gesamten Zeitraum, der als Gewerbe anzumeldenden Tätigkeit, eine Vermögensschadenhaftpflichtversicherung zu bedienen.
Bei kleinen Wohnungseigentumsanlagen – insbesondere wenn diese ausschließlich von Eigentümern selbst bewohnt werden – kann es auch sinnvoll sein, den WEG-Verwalter aus der Mitte der Eigentümer zu bestellen. Dadurch kann sowohl eine Ersparnis bei der Verwaltervergütung als auch eine (zeit-)intensivere Betreuung durch die Nähe zum Objekt erzielt werden.
Verantwortlich und bevollmächtigt für die gesamte Dauer seiner Bestellung ist immer der Verwalter – also der Verwalter (als natürliche Person) oder das Verwaltungsunternehmen (Handelsgesellschaft als juristische Person).
Verstirbt der Verwalter (analog: geht das Verwaltungsunternehmen in Insolvenz), muss die Eigentümerversammlung einen neuen Verwalter bestellen. Wird ein bestelltes Verwaltungsunternehmen veräußert (z. B. Gesellschafterwechsel bei einer GmbH), oder die Geschäftsleitung ausgetauscht, beeinträchtigt dies die Verwalterposition nicht. Jedoch muss insbesondere bei erheblichen Änderungen der Beteiligungsverhältnisse im Verwaltungsunternehmen (z. B. Unternehmensverkauf, Ein- oder Austritt eines Gesellschafters in der GmbH) die Verwalterbestellung ggf. durch die Eigentümergemeinschaft bestätigt werden.
Geht das Verwaltungsunternehmen in Insolvenz, gehen leider oft die Instandhaltungsrücklagen der einzelnen Wohneigentumsanlagen bei falscher Kontoführung (Treuhandkonto) in die Insolvenzmasse ein. Ein Aussonderungsanspruch kann nicht immer durchgesetzt werden, und somit stellt dies für die einzelnen Wohneigentumsanlagen oft einen Totalverlust der Rücklagen dar. Wohnungseigentümer sollten darauf achten, dass Kontoinhaber der teilrechtsfähige Verband Wohnungseigentümergemeinschaft ist.

#### Zertifizierter Verwalter
Mit der WEG-Reform 2020 wurde der § 26a neu ins WEG aufgenommen. Als zertifizierter Verwalter darf sich bezeichnen, wer vor einer Industrie- und Handelskammer durch eine Prüfung nachgewiesen hat, dass er über die für die Tätigkeit als Verwalter notwendigen Kenntnisse verfügt. Das Bundesministerium der Justiz und für Verbraucherschutz (BMJV) wird ermächtigt, durch Rechtsverordnung nähere Bestimmungen über die Prüfung zum zertifizierten Verwalter zu erlassen. Dies enthält auch Bestimmungen darüber, wonach Personen aufgrund anderweitiger Qualifikationen von der Prüfung befreit sind, insbesondere weil sie die Befähigung zum Richteramt, einen Hochschulabschluss mit immobilienwirtschaftlichem Schwerpunkt, eine abgeschlossene Berufsausbildung zum Immobilienkaufmann oder zur Immobilienkauffrau oder einen vergleichbaren Berufsabschluss besitzen. Die Zertifizierter-Verwalter-Prüfungsverordnung wurde am 2. Dezember 2021 erlassen (BGBl. I S. 5182).
Die Bestellung eines zertifizierten Verwalters entspricht ordnungsmäßiger Verwaltung (§ 19 Abs. 2 Nr. 6 WEG). § 19 Abs. 2 Nr. 6 ist ab dem 1. Dezember 2022 anwendbar. Eine Person, die am 1. Dezember 2020 Verwalter einer Gemeinschaft der Wohnungseigentümer war, gilt gegenüber den Wohnungseigentümern dieser Gemeinschaft der Wohnungseigentümer bis zum 1. Juni 2024 als zertifizierter Verwalter (§ 48 Abs. 4).
Das Gesetz selbst („es sei denn“) nimmt jedoch bereits eine inhaltliche Einschränkung vor, wonach die Bestellung eines zertifizierten Verwalters dann nicht erforderlich ist und zur ordnungsmäßigen Verwaltung nach Abs. 2 Nr. 6 gehört, wenn weniger als neun Sondereigentumsrechte existieren, ein Wohnungseigentümer zum Verwalter bestellt wurde und weniger als ein Drittel der Wohnungseigentümer (§ 25 Abs. 2 WEG) die Bestellung eines zertifizierten Verwalters verlangt. Die Voraussetzungen zur Begründung der Ausnahme müssen kumulativ vorliegen!

## Situation in Österreich
Die Aufgaben des Immobilienverwalters als Wohnungseigentumsverwalter werden im Wohnungseigentumsgesetz (WEG 2002) in § 20 geregelt. Der Verwalter unterliegt jedoch auch dem Allgemeinen bürgerlichen Gesetzbuch (ABGB), dem Mietrechtsgesetz (MRG), dem Heizkostengesetz (HeizKG) und dem Wohnungsgemeinnützigkeitsgesetz (WGG).
Entgegen der rechtlichen Situation in Deutschland legt die Gewerbeordnung (GewO 1994) strenge Vorlagen auf. Eine Anmeldung des Gewerbes ist nur unter strikten Auflagen möglich. Neben dem verpflichteten Abschluss einer Vermögensschadenhaftpflichtversicherung, haben Immobilienverwalter eine fundierte Ausbildung in Form einer staatlichen Prüfung nachzuweisen. Der Gesetzgeber legt hier zwar Wert auf eine akademische Laufbahn, ermöglicht aber den Zugang zum Gewerbe auch Personen, welche einen geringeren Ausbildungsstand vorweisen, jedoch unter strengeren Auflagen bezüglich der Berufserfahrung. Die staatliche Befähigungsprüfung wird nach einer mehrmonatigen Schulung unter strengen Bedingungen, schriftlich und mündlich kommissionell abgelegt.

## Abgrenzung
Die Betreuung der Mieter vermieteter Eigentumswohnungen und das Mietinkasso ist nicht Aufgabe des WEG-Verwalters. Diese „Mietverwaltung“ ist im Artikel Hausverwaltung beschrieben. Sie kann zwar ebenfalls übernommen werden („Mischverwaltung“), z. B. zur Erzielung von Synergieeffekten. Doch ist dabei die WEG-Verwaltung von der Mietverwaltung sowohl rechtlich (andere Vertragsgrundlage), als auch monetär (getrennte Konten) und organisatorisch strikt zu trennen.
Auch alle Maßnahmen zur Verwaltung des Sondereigentums der einzelnen Wohnungseigentümer (auch Sondereigentumsverwaltung (SEV) genannt) gehören nicht zu den Aufgaben der WEG-Verwaltung, ebenso wenig die Wohnungsvermittlung. Verwaltung von vermietetem Sondereigentum wird aber von manchen Hausverwaltungen als zusätzliche Dienstleistung außerhalb des betreffenden WEG-Verwaltervertrags angeboten.